# Тајанствени господин Квин
Тајанствени господин Квин је збирка кратких прича британске списатељице Агате Кристи коју је први пут објавила у Великој Британији издавачка кућа "William Collins & Sons" 14. априла 1930. и у САД издавачка кућа "Dodd, Mead and Company" касније исте године. Издање у Великој Британији коштало је седам шилинга и шест пенија, а издање у САД 2 долара.
Свако поглавље или прича укључује засебну загонетку која се решава кроз интеракцију између ликова господина Сатертвејта, припадника друштва, и насловног господина Квина који се појављује готово чаробно у најповољнијим тренуцима и нестаје исто тако тајанствено. Сатертвејт је мали, пажљив човек који је у стању да реши сваку загонетку кроз пажљиво подстицање и прикладна питања Квина који служи као катализатор сваки пут када се њих двојица сретну.

## Радња

### Долази господин Квин
Дочек је Нове године и кућна забава се одржава у Ројстону, сеоској кући Тома Евешама и његове супруге леди Лоре. Међу гостима су господин Сатертвејт, сер Ричард Конвеј и Алекс Портал и његова двогодишња супруга из Аустралије Еленор. Сатервејт сматра да је интригантна по многим тачкама, посебно зашто би плавуша офарбала косу у тамну када је обрнуто чешће. Кад су сатови откуцали поноћ, старији чланови међу гостима помињу Дерека Капела, претходног власника Ројстона који је извршио самоубиство пре десет година, наизглед без разлога. Том Евешам прекида овај разговор и неколико минута касније жене се повлаче у кревет.
Препуштени свом вискију и ватри, мушкарци поново започињу разговор о Капелу. Изненада неко куца на врата. То је странац. Светла кроз витраж изнад врата бацала су разнобојни поглед на његову аутомобилску одећу. Господин Харли Квин тражи склониште док његов возач поправља његова покварена кола. Он познаје овај део света и познавао је Дерека Капела и вешто усмерава разговор на питање зашто би Капел одједном себи одузео живот. Сатервејт сматра да Квиново појављивање ове ноћи није случајно. Док се расправа наставља, Сатервејт примећује Еленор Портал како чучи у мраку на врху степеница и слуша.
Капел је гостима у ноћи смрти рекао да ће се верити. Претпоставили су да је са Марџори Дилк. Његова тајновитост у вези са веридбе тера Конвеја да се запита да ли је требало да се вери са неким другим, као што је удата жена. Сви се слажу да је Капелово понашање те вечери било као да је добио на коцки и пркосио изгледима, али се десет минута касније убио. Стигла је касна пошта писама и новина, прва за неколико дана у снегом прекривеном селу, али Капел није отворио ниједно писмо. Полицајац је био у кући и враћао једног од Капелових паса који је залутао. Био је у кухињи када је пуцано. Квин их тражи да ставе тачан датум, вероватно позивајући се на неки догађај у вестима, а мушкарци се сећају да је то било време суђења за убиство Еплтона. Господин Еплтон је био старац који је малтретирао своју далеко млађу жену, а Капел је био њихов пријатељ. Еплтон је отрован стрихнином, али је отров пронађен тек након што је тело ископано. Његовој жени, која је разбила декантер порта из којег је њен муж пио – можда да уништи доказе – суђено је и проглашена невином, али је потом напустила земљу због бруке.
Квин води људе кроз редослед догађаја: Капел је видео рубрику у новинама у којој се извештава да је издат налог за ископавање тела и тада је угледао полицајца како се приближава његовој кући. Не знајући да је посета због несталог пса, претпоставио је да ће бити ухапшен па се убио. Његова публика је запањена оптужбом да је Капел био убица, приговарајући да није био у кући Еплтона на дан смрти, али Квин истиче да стрихнин није растворљив и да би се скупио на дну декантера ако би се тамо ставио недељу дана раније. Зашто је госпођа Еплтон разбила декантер? На Квиново подстицање, Сатервејт теорише да би заштитила Капела, а не да би прикрила своје трагове кривице. Господин Квин излази из куће. Еленор Портал га прати низ пут да би му се захвалила, а онда су се она и њен муж помирили. Еленор је бивша госпођа Еплтон. Због Капеловог самоубиства није могла у потпуности да скине љагу са свог имена све до Квиновог појављивања.

### Сенка на стаклу
Господин Сатервејт је седмично гост на кућној забави коју су приредили господин и госпођа Ункертон у њиховој кући, вили "Гринвеј". Господин Ричард Скот, тамо са својом новом супругом Мојром, најбољи је пријатељ другог госта, мајора Џона Портера. Обојица су ловци на крупну дивљач. Стиже госпођа Ајрис Ставертон. Гласине круже да је имала везу у Африци са Ричардом Скотом. Присутна је и леди Синтија Дрејг, жена из друштва оговарања и популарни, млади капетан Џими Аленсон кога је леди Синтија упознала у Египту прошле године – где су се Скотови упознали и венчали.
Кажу да кућу прогања дух кавањера којег је убио тврдоглави љубавник његове жене. Њих двоје су побегли из куће, али су, осврнувши се уназад, видели слику кавањера како их гледа са прозора на спрату. Стакло је много пута мењано, али слика се увек враћа на ново стакло. Скотови остају у овој соби са увредљивим прозором прекривеним плочама. Сатервејте показује овај прозор мајору Портеру са травнатог брежуљка на некој удаљености од куће где је слика јасна. Мајор Портер поверава Сатертвејту да госпођа Ставертон није требало да долази на забаву. Док су се враћали, чули су како госпођа Ставертон говори Ричарду Скоту да ће се удати за њега и да љубомора може да наведе човека на убиство. Те вечери, госпођа Ункертон говори Сатервејту да је послала стаклара да замени уклето стакло. Сатервејт схвата да осећа напетост у кући. Следеће вечери, Сатертвејт и Портер се враћају у сумрак до травнатог брдашца и закључују да стакло још није замењено јер је кавањеров лик још увек тамо. Док су се враћали, чули су два пуцња и пронашли госпођу Ставертон у тајном врту како држи пиштољ и двоје мртвих људи на земљи – капетана Аленсона, упуцаног у груди, и госпођу Скот, упуцану у леђа. Госпођа Ставертон каже да је стигла у врт и подига бачени пиштољ. Док полиција долази, Сатервејт примећује мрљу крви на ушној ресици госпође Скот и види да јој је једна од минђуша откинута.
Стање изгледа лоше по госпођу Ставертон у очима полиције. Усред истраге долази господин Квин. Сатервејт описује своју способност да помогне људима да виде проблеме из нових углова. Подстакнут Квином, Сатертвејт указује на поцепану ушну ресицу, што доводи до новог испитивања пуцња. Први метак је прошао кроз Мојру и завршио у Аленсону јер су били загрљени. Други метак јој је погодио уво. Скотови су се упознали у Каиру прошле зиме када је Аленсон био тамо – да ли су госпођа Скот и Аленсон били љубавници?
Ункертон открива да је стаклар био тог јутра. Поред прозора проналазе мало перо које одговара једном од шешира госпође Скот. Квин описује злочин – Ричард Скот је повукао покретну плочу, добро познавајући кућу, а затим видео своју жену и њеног љубавника у врту. Позирао је као славни кавањер, навлачећи шешир своје жене како би употпунио профил. Побио их је са прозора, а затим бацио пиштољ на траву испод. Био је срећан што је дозволио госпођи Ставертон да преузме кривицу. Супротно гласинама, она је пала на Портера у Африци, а не на Скота. Портер то није схватио, а Квин предлаже да утеши невино оптужену даму.

### Код "Билса и Мотлија"
Сатервејт је задржан једне ноћи у селу Кирклингтон Малет пошто је морао да да кола на поправку. У месној кафани "Билс и Мотли" се одушевио када је срео господина Квина у соби за кафу. Олујно време подсећа газда на месну причу јер се сетио ноћи када се капетан Харвел вратио са својом младом. Сатервејт зна ову вест и види да га је ово довело овде да сретне Квина. Они ће разговарати о загонетки и решити је.
Нешто више од годину дана раније, велику месну кућу "Ешли гренџ" купила је госпођица Еленор ле Коту, богата млада Франкоканађанка, са укусом за сакупљаштво и лов. Капетан Ричард Харвел је остао у гостионици да учествује у лову на лисице. Госпођица Ле Кото се заљубила у њега. Два месеца касније су се верили, а после три месеца су се венчали. После двонедељног меденог месеца вратили су се у "Ешли Гренџ" те олујне ноћи. Рано следећег јутра, капетан је нестао, видео га је само њихов вртлар Џон Матијас. Сумња је пала на Стивена Гранта, младића који је радио за Харвела, али је недавно добио отказ. Против њега се ништа није могло доказати. Капетан Харвел нема породицу, нема прошли живот који би полиција могла да истражи. Његова супруга сломљеног срца продала је "Гренџ" и сав његов фини садржај, укључујући накит, америчком милионеру да се настани на континенту. Осумњичен је и вртлар Џон Матијас који пати од реуме. Његова жена је била куварица код њих. Вратио се у њихову колибу двадесет пет минута након што је капетан напустио кућу што је било довољно времена да се склони тело, али тело није пронађено. Пар је напустио то подручје.
Квин подстиче Сатертвејта да процени догађаје из вести из тог времена. Сатервејт помиње крађе и провале. У Француској је било много неразјашњених крађа, међу којима је била и крађа збирке драгуља из француског замка. Главни осумњичени су Клондинови, породица од три акробате. Они говоре о Харвеловом нестанку као о трику зачарања да би се скренула пажња јавности са онога што се заиста дешава. У Харвеловом случају, да ли је продаја "Гренџа" и његовог намештаја за готовину могла бити прави трик, а Харвелов нестанак скретање пажње? Квин истиче да је прошлост госпођице Ле Куто исто тако мало позната као и Харвелова и да би она, њен муж и госпођа Матијас лако могли да буду прерушени Клондинови који су покренули ово сложено прање новца стеченог кривичним делом. Матијас и Харвел никада нису виђени заједно. Преглед финих предмета у кући могао би да пружи доказ ако се поклапају са онима украденим у Француској. Сатервејт пристаје да покрене ствар. Мери Џонс, конобарица у кафани "Билс и Мотли", заљубљена у Стивена Гранта чека лепо изненађење.

### Знак на небу
Господин Сатервејт присуствује суђењу вредном вести у Старом Бејлију. Последњег дана чуо је смртну казну против једног господина. Он једе у скупом ресторану "Харлекин" у Соху где затиче господина Квина како седи за столом и саопштава му пресуду. Пошто Квин није пратио суђење, Сатертвејт износи доказе. Леди Вивијен Барнаби осећала се заробљеном у браку са својим старијим мужем сер Џорџом, Сатервејтовим познаником. Сатервејт описује сер Џорџа као избирљивог човека фиксних навика који и сам навија сатове у кући сваког петка. Она даје напредовање Мартину Вајлду, господину паоу. Вајлд јесте ушао у аферу са леди Барнаби, али је истовремено био у вези са Силвијом Дејл, ћерком месног лекара. Ујутру у петак 13-ог, леди Барнаби му је послала писмо, молећи га да дође у њену кућу на Диринг Хил те вечери у шест сати када ће њен муж бити на бриџу. Вајлд је дошао у кућу, остављајући отиске прстију у просторији у којој је у 18.20 леди Барнаби убијена хицем из пушке. Слуге су чуле пуцањ, појуриле у собу и пронашле мртву газдарицу. Покушали су да позову полицију, али су установили да телефон није у функцији. Један од њих је отишао пешке и срео сер Џорџа који се враћао са партије. Све укључене стране су имале покрића – сер Џорџ је напустио партију у 18:30, Силвија Дејл је била на станици испраћајући пријатеља у возу у 18:28, а тајник сер Џорџа, Хенри Томпсон, био је у Лондону послом. Вајлд је признао да је свој пиштољ однео у Диринг Хил, али је навео да га је оставио испред врата и заборавио када је изашао из куће после призора са леди Барнаби. Изашао је из куће у 18:15. Требало му је дуже него обично да стигне до куће,
Квин је питао за кућну помоћницу која је сведочила на истрази, али не и на суђењу, а Сатертвејт му говори да је отишла у Канаду. Саттервејт се питао да ли треба да разговара са њом. Сатертвејт проналази собарицу Луиз Булард, до Банфа и одлази на путовање морем до Канаде, а возом до Банфа, где је затиче како ради у хотелу. Она говори да је видела облик џиновске руке на небу изазвану димом воза који је пролазио баш у тренутку када је чула пуцањ. Она говори Сатертвејту да јој је Хенри Томпсон предложио место у Канади са високом платом и да је морала брзо да оде да би га преузела као и да се уздржи од писама својим пријатељима у Диринг Хилу.
Сатервејт се враћа у Енглеску и састаје са Квином у ресторану "Харлекин". Сатервејт сматра да нема корисних доказа, али Квин истиче дим у возу који је видела. Возови користе линију тек након десет минута до сат и двадесет осам минута. Стога хитац није могао бити испаљен у 18:20. Сатертвејт схвата да је сер Џорџ вратио сатове десет минута уназад да би себи дао покриће и пресрео поруку своје жене тог јутра. Он је искључио телефон како би спречио полицију да евидентира хитан позив у одређено време. Пошто је чуо служавкину причу о знаку на небу, схватио је да само она има доказе који би могли да му разбију покриће па је натерао свог тајника да је извуче из земље.
Квин предлаже да Сатертвејт однесе ове доказе Силвији Дејл која је остала одана Вајлду. Сатертвејт и она одлазе таксијем до сер Џорџа и извлаче од њега потписано признање које треба да однесу полицији. Она је рекла да је полиција већ знала за причу Луиз Булард која је њега довољно узнемирила да призна пре него што је казна над Вајлдом извршена.

### Крупијеова душа
Господин Сатервејт првих неколико месеци у години проводи у Монте Карлу. Развесели га поглед на грофицу Чарнов. Она тамо долази годинама, понекад у друштву краљевских и титуланих људи за које се причало да је љубавница босанског краља. Њен сапутник је млади Американац са средњег запада, Френклин Раџ, који је одушевљен њом.
Сатервејт види још једну жену из Раџовог друштва, Елизабет Мартин, која нема ништа од префињености друге жене, али није невина или наивна. Она поверава Сатертвејту своје сумње у вези са грофицом и Раџом. Она одлази, а онда се Раџ придружује Сатервејту. Ужива у својој турнеји по Европи. Он говори о грофици: хвали саму жену и егзотичан живот који је водила. Сатервејт више сумња у приче које прича о својим пустоловинама у дипломатским интригама. Убрзо потом им се придружује и грофица. Након што је Раџ отишао, Сатервејт стиче утисак да га грофица опомиње. Она мисли да има Раџа и види Сатертвејта као препреку својим плановима. Он је збуњен зашто она прогања младог Американца када изгледа да има све што жели, фину одећу и скупи накит.
Сатервејт је одушевљен што је примио свог старог пријатеља Харлија Квина. Сатервејт говори Квину о односима које посматра. Грофица, из њој најпознатијих разлога, долази између Френклина Раџа и Елизабет Мартин. Следеће ноћи у коцкарници, грофица носи једноставну белу хаљину и без накита, а прича се да је млађа жена љубавница босанског краља. Грофица се клади на све што има за столом за рулет. Сатервејт се клади на 5, она се клади на 6. Лоптица пада на 5, али крупије додаје добитак грофици. Сатервејт прихвата одлуку крупијеа. Квин саосећа са њим и позива га на вечеру те вечери у боемски кафић "La Caveau", уз светло свећа. Сваки гост треба да доведе прву особу коју види на вечеру.
Сатертвејт стиже са Елизабет. Раџ стиже са грофицом док Квин доводи крупијеа из коцкарнице Пјера Вошеа. Воше прича о златару који је пре много година радио у Паризу, а који се, упркос вереници, заљубио у полугладну девојку и оженио се њом. Његова породица га се одрекла, а током наредне две године схватио је какву је грешку направио јер му је жена загорчала живот и напустила га. Поново се појавила две године касније, обучена у богату одећу и фантастичне драгуље, а он је питао да ли му се враћа. Опет је отишла и човек је још више потонуо у пијанство, а на крају је спашен дисциплином војске током Првог светског рата. Човек је на крају постао крупије у коцкарници и видео ју је у смањеном стању – пошто су њени драгуљи били реплике залепљене за његово извежбано око, а она је поново била на ивици немаштине. Проследио јој је добитак другог човека. У овом тренутку у причи, грофица је скочила и повикала: "Зашто?" Воше се осмехнуо и одговорио да га је на то натерала штета. Она му нуди да запали цигарету, користећи упаљач да то учини. Она одлази, а Воше схвата да је запаљена новчаница од педесет хиљада франака њен добитак и све што има на свету. Превише поносна да прихвати доброчинство, спалила га је пред његовим очима. Воше је прати. Раџ схвата да не разуме грофицу и поново окреће пажњу на Елизабет. Квин и Сатервејт су задовољни.

### Човек из мора
Господин Сатервејт је на одмору на шпанском острву. Често одлази у врт виле зване Ла Паз која стоји на високој литици са погледом на море. Он воли врт, али га је заинтригирала вила затворених прозора која изгледа празна.
Након размене љубазности са вртларом, Сатертвејт се пробија до ивице литице и убрзо чује кораке који се приближавају. У питању је човек ког је видео, човек од четрдесет година. Човек говори да је очекивао да ће бити сам. Он говори Сатервејту да је дошао овамо претходне ноћи и да је тамо затекао некога наизглед у отменом оделу у "некој врсти Харлекиновог костима". Сатертвејт је изненађен овим помињањем свог старог пријатеља и говори свом новом познанику да појављивања господина Квина обично наговештавају нека открића. Млађи мушкарац износи опаску да му је појава деловала веома изненадно као да је дошао са мора. Ентони Косден се представља и прича Сатертвејту о свом животу. Речено му је да му је остало шест месеци живота. Посетио је острво пре двадесетак година и јасно даје до знања да жели да умре овде скочивши са литице. Сатервејт пита: "Нећете то учинити вечерас. Поштедите ме сумње да вас гурам." Косден се слаже. Сатервејт се залаже за живот, али Косден је одлучан.
Косден одлази и Сатертвејт прилази вили. Отварајући једну од затворених капака, угледао је проблематичну жену у шпанској народној ношњи како га гледа. Он се муцајући извинио због чега је жена схватила да је он Енглез па га је поново позвала. И она је Енглескиња и позива га у кућу на чај пошто жели да разговара са неким. Она се отвара Сатертвејту и говори му да је овде живела последње двадесет три године све осим прве године као удовица. Удала се за Енглеза када је имала осамнаест година и уселили су се у вилу. Брак се показао као страшна грешка јер се њен муж хвалио тиме што ју је учинио несрећном, а њихова беба је била мртворођена. Неке девојке које су боравиле у месном хотелу терале су га да плива у опасном мору у подножју литице. Удавио се и његово тело је бачено на стене док је његова жена гледала. Убрзо након тога имала је кратку аферу са младим Енглезом који је био у посети острву из које је добила сина. Он је сада одрастао и срећан. Он је озбиљан у вези са девојком чији родитељи желе да знају ко су му преци, а она му никада није рекла да је ванбрачан. Да би га поштедела бола и бруке, она планира да изврши самоубиство како би заувек сакрила истину од њега. Опет, Сатервејт проналази себе како убеђује некога да живи. Тражи од ње да не предузме ништа двадесет четири сата већ да остави откључан капак који је отворила и да сачека вечерас. Сатервејт се враћа у хотел, проналази Косдена и косо се осврће на капак на вили коју је отворио. Косден разуме његово значење и одлази. Следећег дана Сатертвејт се враћа у Ла Паз и тамо затиче Енглескињу чији изглед је промењен од среће. Њу и Косдена, поново спојене после двадесет година, тог дана ће отправник послова венчати, а она ће свог сина упознати са његовим оцем. Она одбија да верује да ће Косден умрети. Побринуће се да он живи.
Сатервејт одлази до врха литице и није изненађен што је тамо пронашао Квина. Квин му говори да је човек који се удавио у мору пре двадесет година заиста волео своју жену – скоро до лудила – а жеља која жели да се искупи за прошле преступе понекад може бити толико јака да се може пронаћи гласник. Док је Сатертвејт одлазио, Квин се вратио ка ивици литице и нестао из видокруга.

### Глас у тами
Господин Сатервејт је на француској ривијери у Кану са леди Стренли, особом коју познаје од младости. Она је „лепа, бескрупулозна, потпуно бешћутна, заинтересована искључиво за себе“. У своје породично звање баронице дошла је након смрти два брата последњег лорда Стренлија и његовог јединог братанца, трагичне смрти њене старије сестре Беатрис у бродолому Уралије код обала Новог Зеланда, а потом и смрти лорда Странлија. Леди Стренли тражи од Сатертвејта да провери њену ћерку Марџери док се враћа у Енглеску. У последње време извештава да је чула гласове у ноћи у Абот меду у Вилтширу. Марџери тражи парапсихологе, а Сатервејт зна како да се носи с њима. Док се враћао возом кући, Сатервејт је срео господина Квина. Квин му говори да ће бити у гостионици "Билс и Мотли" где Сатертвејт може да га посети.
У Ебот меду, Марџери говори Сатервејту да чује "Вратите туђе. Вратите оно што сте украли." Пали светло, али је сама. Дугогодишња служавка Клејтонова сада спава у суседној соби, али није чула гласове као Марџери. Ноћ пре него што је Сатервејт стигао, Марџери је сањала да јој шиљак улази у грло и глас је промрмљао: "Украла си моје. Ово је смрт!" Марџери је вриснула и нашла траг на врату - без сна. Сатертвејт разговара са Клејтоновом, плавооком, седокосом женом која је такође преживела Уралију и која је забринута због догађаја од синоћ. Марџерина пријатељица Марша Кин и брат од тетке Роли Вавасор бораве у кући откако су се чули гласови.
Леди Стрејнли пише како би се захвалила Марџери на чоколадама које је послала и говори јој да је изгубила живот због тровања храном. Марџери говори Сатервејту да није послала мајци чоколадице, али ни она ни њена мајка не повезују то као Сатервејт, да су тајанствене чоколаде извор тровања храном. Роли организује сеансу са спиритуалисткињом госпођом Кејсон и медијумом госпођом Лојд. Након разговора са духовним водичем медијума, чуо се глас сестре леди Стренли Беатрис. Сатервејт покушава са питањем из давних времена на које ће само она знати одговор, а она одговара тачно. Беатрисин дух говори "Вратите туђе."
Роли је следећи наследник звања и имања ако леди Стренли умре. Замолио је Марџери да се уда за њега, али је она одбила јер је била верена за месног кустоса. Леди Стренли јавља да долази кући рано па се Сатертвејт враћа у Лондон. Кад је стигао тамо, он сазнаје да је леди Стренли пронађена мртва у свом купатилу у Абот меду. Враћа се у Вилтшир, али се зауставља у „Билсу и Мотлију” где проналази господина Квина. Његов пријатељ слуша целу причу, али говори Сатертвејту да је сам решавао ове ствари раније када је у потпуности био у поседу чињеница, а то може и сада. У Меду тужна Марџери саставља нову опоруку и тражи од њега да буде други сведок, а Клејтонова први. Алис Клејтон, њено право име, подсећа Сатертвејта да је она иста собарица коју је много година раније пољубио у ходнику хотела. Сећа се да је Алис имала смеђе очи. Он говори Марџери да је жена коју познаје као Клејтонову, са плавим очима, њена тетка Беатрис. Има ожиљак на месту где је ударена по глави приликом потонућа Уралијеи и он замишља да јој је овај ударац уништио памћење у то време. Њена похлепна сестра је искористила прилику да каже да се њена старија сестра удавила да би наследила породични новац. Тек сада се Беатрис сећање вратило па је кренула на сестричину, а потом убија млађу сестру. Њих двоје одлазе у Клејтонину собу, али проналазе жену мртву од срчаног удара. Сатервејт је рекао: "Можда је тако најбоље."

### Хеленино лице
Господин Сатервејт је у Краљевској опери у Ковентском врту. Не марећи за Каваљера Рустикана, он намерно касни да би видео само Пајаце. Долази непосредно пре паузе и налеће на господина Квина. Позива Квина да гледа другу оперу са њим у његовој приватној ложи одакле примећују девојку прелепог изгледа у партеру пре него што су се светла угасила. У следећем интервалу примећују девојку како седи са младићем озбиљног изгледа и виде да им се придружује још један младић чији је долазак, изгледа, изазвао извесну напетост у скупини.
На крају вечери Сатервејт иде својим путем до места где су паркиран његова кола и возач и поново види троје људи из Опере. Скоро одмах избија туча између два младића и Сатертвејт спасава девојку из свађе. У свом дому, она му говори да се зове Џилијан Вест, напет мушкарац је Филип Истни, а други Чарли Брнс, и нада се да Истни није повредио Брнса. Сатервејт обећава да ће открити и ублажити њене страхове.
Следеће недеље, Сатертвејт је у Кју вртовима и поново му се пут укршта са Џилијан Вест и Чарлије Брнсом и открива да су се њих двоје управо верили. Џилијан је живчана због учинка које ће вести имати на Филипа Истнија, а Чарли се поверава да су у прошлости мушкарци губили главу због његове веренице и због тога правили глупости. Следећег четвртка, Сатервејт се враћа у Челси на Џилијанин позив и пије са њом чај. На њено олакшање, Истни је прихватио вест са добром милошћу и дао јој два свадбена поклона. Један је нови радио, а други је необичан стаклени кип прекривен преливом куглом у облику мехурића. Истни је такође упутио чудан захтев – да Џилијан остане код куће те вечери и слуша музику на радију.
Сатертвејт је био узнемирен док је одлазио од Џилијан јер је осећао да појава Квина у Ковентском врту мора да значи да је у току необичан посао, али не може тачно да одреди шта ће се догодити. Желећи да разговара о својим страховима са Квином, он одлази у ресторан "Харлекин" где га је једном раније срео. Квин није тамо, али Истни јесте, а њих двојица разговарају – млађи човек части Сатертвејта причама о раду на испитивању и производњи отровног плина током рата.
Напуштајући ресторан, Сатервејт је и даље немиран. Он купује новине за те вечерње радио програме и схвата да је Џилијан Вест у великој опасности. Он жури у њен стан и извлачи је пре него што је теноров глас достигао врхунац током извођења „Пастирске песме“. Мачка луталица пролази кроз врата стана и бива пронађена мртва – убијена плиновима ослобођеним из стаклене кугле која се разбила услед певања тенора.
Сатертвејт среће Истнија који корача на насипу у Челсију и говори му да су он и Џилијан уклонили мртву мачку из стана, односно да је Истинијев план пропао. Двојица мушкараца се растају, а неколико минута касније полицајац пита Сатертвејта да ли је и он чуо неко велико прскање. Полицајац претпоставља да је у питању још једна особа која је извршила самоубиство.

### Мртви Харлекин
Господин Сатервејт присуствује изложби у уметничком атељеу младог уметника у успону Френка Бриста. Тамо види слику под називом "Мртви Харлекин" која приказује мртву фигуру на поду и исту фигуру која кроз отворени прозор гледа свој леш. Човек приказан је господин Харли Квин, а приказана соба је соба са терасама у Чарнлију, кућа у власништву лорда Чарнлија коју је Сатервејт посетио. Он купује слику и упознаје уметника којег те вечери позива на вечеру у своју кућу. Уметник се придружује Сатертвејту и пуковнику Монктону који је био у Чарнлију оне ноћи четрнаест година раније када је претходни лорд Чарнли извршио самоубиство. Кућа има сабласну повест јер дух Чарлса I хода без главе по тераси, а уплакана госпођа седе косе појављује се кад год се догоди трагедија у породици. Последња смрт догодила се на пријему како би се прославио повратак са меденог месеца лорда Чарнлија и његове нове супруге. Пуковник Монктон је био један од неколико људи који су стајали на врху степеница и видели лорда Чарнлија како пролази испод. Једна жена га је позвала, али он је наставио као да је не чује. Прошао је кроз собу са терасама у Храстов салон који води од ње. Легенде везане за Храстов салон укључују и легенду о томе да се Чарлс I који крио у свештеничкој јами. Тамо су одржавани двобоји, рупе од метака и даље се виде на зиду, а чудна мрља на поду се поново појављује чак и када се дрво замени. Људи на степеништу су чули закључавање врата иза њега, а затим пуцањ. Нису могли да уђу у Храстов салон па су развалили врата и пронашли тело са чудно мало крви које је излазило из њега. Аликс, удовица лорда Чарнлија, била је трудна и када се њихов син родио, он је аутоматски постао наследник тако да нико други није добио ништа овом смрћу.
Сатервејт прима неочекивану гошћу – Аспасију Глен, прослављену извођачицу. Она жели да купи "Мртвог Харлекина". Сатертвејт је задовољан када му је Аликс Чарнли телефонирала у току њиховог разговора, такође желећи да купи слику. Сатервејт тражи од Аслик Чарнли да одмах дође у кућу. Он представља госпођицу Глен својим другим гостима и није се изненадила када је видела да је господин Квин стигао. Када им се Аликс придружила, она препознаје госпођицу Глен. Проживљавају ту страшну ноћ и сада, након четрнаест година, Аликс открива да је разлог самоубиства било писмо које је лорд Чарнли добио од госта у којем му је речено да она носи његово дете – само месец дана након његовог брака са Аликс. Монктон мисли да то све објашњава, али Сатервејт жели да зна зашто Бристова слика приказује мртву фигуру у соби са терасама, а не у салону храста. Ово самоубиство може бити убиство. Он мисли да се смрт догодила тамо и да је тело после тога стављено у Храстов салон. Сатервејт истиче да је фигура виђена у елегантној одећи могла бити било ко. Једина особа која га је назвала "лорд Чарнли" била је жена која је наводно носила његово дете, Моника Форд, а која је била у дослуху са Хјугом Чарнлијем, надајући се да ће он бити лорд. Хитац испаљен у закључаној просторији био би само још једна рупа од метка у зиду попут оних направљених у прошлим двобојима, а ту је и свештеничка јама у коју може да се сакрије особа која је управо виђена како улази у собу. Свака мрља од крви на поду собе на тераси била би прекривена црвеним бухарским ћилимом који је био тамо само те ноћи, а онда је тело пребачено у Храстов салон. Мрље је могла да почисти нека дама са бокалом и лавабоом, а ако би је неко видео, сматрали би је духом који опседа кућу.
Сатервејт оптужује и Аликс препознаје госпођицу Глен као Монику Форд која је те ноћи прозвала лорда Чарнлија. Оптужена жена одјурила је из Сатертвејтове куће пошто је признала да је волела Хјуга и помогла му у убиству, али ју је он убрзо напустио и сада је мртав. Аликс је осетила олакшање, поново оживљава. Писмо њеном мужу било је лажно. Она може да каже сину да његов отац нема љагу на имену. Док се уметник спремао да оде, господин Квин је већ измакао. Френк Бристо би могао да смува љупку Аликс.

### Птица сломљеног крила
Господин Сатервејт чезне да се врати у удобност свог лондонског дома, а онда су други гости изнели исходе призивања духова јер је после презимена "Квин" дошло име места "Лејдел". Он преокреће свој став и зове домаћицу Меџ Кили да му пронађе позивницу за Лејдел где се одржава још један пријем. Стигавши у Лејдел, он сазнаје да ће Меџ ускоро објавити веридбу. Она му тихо указује на Роџера Грејема за вечером. Дејвид Кили, сјајан математичар, али друштвено тих човек кога од миља зову "Невидљиви", је Меџин отац. Међу гостима су Роџерова мајка госпођа Грејем, Дорис Колс и Мејбел и Џерард Енсли. Мејбел изгледа као "Птица сломљеног крила". Сатервејт примећује да Роџер делује расејано, а касније је од Мејбел чуо да је раније тог дана видела фигуру у шуми која је могла бити само господин Квин. Узимајући ово као знак да разговара с њом, он сазнаје да је она у блаженом стању. Џералд ју је наговорио да свира за госте на укулелеу. Забава се прекида преко ноћи па сви крећу у своје собе.
Ујутру се домаћинство буди са вестима да је Мејбел мртва, а пронашла ју је собарица обешену на полеђини врата своје спаваће собе. Полиција стиже. Истрагу води инспектор Винкфилд, стари Сатервејтов познаник. Претходне ноћи, Меџ је навела Мејбел да донесе свој укулеле из салона и то је последње да ју је неко видео. Џерард Енсли је заспао у својој суседној соби пре него што је чуо да се његова жена враћа и није чуо никакве звукове у ноћи. Господин Сатервејт наваљује на томе да се она није убила већ да је убијена. Инспектор га испитује сам, потврђује његове сумње и тражи његову помоћ. Конопац који су нашли око њеног врата био је много дебљи од трагова конопца који ју је убио. Пажљиво размишљајући, Сатервејт се сећа да је видео дим испод врата госпође Грејем. Он истражује узрок. У решетки налази нека писма која нису изгорела до краја. Има довољно делића који указују да су од Мејбел Роџеру у вези њихове везе. Он разговара са госпођом Грејем која признаје да их је спалила да би спречила невоље за свог вереног сина. Роџер говори да није он убио Мејбел и признаје да га је она зачарала, али јој није рекао да је синоћ окончано.
Сатервејтпроналази Мејбелин укулеле и свира по њему. Раштимован је па је Дорис узела да га наштимује, али је покидала жицу, приметивши да је А-жица, једна величина превелика. Сатертвејт изненада схвата да је убиство почињено изворном жицом и суочава се са тихим Дејвидом Килијем у библиотеци. Он је био последња особа која је гасила светла док се Мејбел враћала по свој инструмент. Брзо ју је убио, а затим се касније у ноћи вратио да премести тело у њену собу. Зашто је то урадио? Лудо се смејући како га нико не примећује, Кили признаје злочин док је Винкфилд улазио у собу.
Сатервејт среће Квина у купеу воза. Нажалост, он признаје да није успео да спречи Мејбелину смрт. Квин одговара да је спасио двојицу младића да не буду погрешно оптужени за злочин и пита има ли већег зла од смрти. Сатервејт затвара очи, мислећи на Мејбел, а када је отворио очи, господин Квин је већ отишао, али је остала птица исклесана из плавог камена на месту на ком је Квин седео, очаравајуће уметничко дело.

### Крај света
Господин Сатервејт је на Корзици са војвоткињом од Лејта, снажном и великодушном женом која може бити шкрта на малим трошковима. На њиховом првом оброку, војвоткиња је угледала Наоми Карлтон Смит, младу уметницу која јој је рођака. Била је у вези са младим писцем који је годину дана раније био оптужен за крађу накита и затворен. Господину Сатервејту се свиђа њена уметност и купује цртеж од ње. Њих троје организују пикник за следећи дан са четвртом особом, господином Томлинсоном, који има кола. У договорено време возе се у планине и на крају се заустављају на месту где се пут завршава у одвојеном приморском селу по имену Коти-Кјавари које Наоми Смит назива „Крај света“. Сатервејт се одушевио када је тамо видео господина Квина како седи на стени и гледа у море. Има осећај да се Квин појавио "у тренутку". Скупина је са собом донела пикник, али како је почео да пада снег, они проналазе склониште од грубог камена у којем су затекли још три посетиоца из Енглеске: позоришног продуцента Вајса, славну глумицу Розину Нан славну глумицу и њеног мужа, господина Џада. Они такође уживају у пикнику и две стране се слажу да једу.
Током разговора који је уследио, госпођица Нан признаје своју сталну навику да буде одсутна и прилику да је изгубила свој опал због лопова. Лопов је био Алек Џерард, млади драмски писац, који јој га је узео када му га је показала у позоришту. Иако драгуљ код њега није пронађен, он није могао на задовољавајући начин да обрачуна велику своту новца која се сутрадан појавила на његовом банковном рачуну. Господин Квин долази у склониште да задржи госпођицу Смит у скупини јер неће да је пусти да одлута сама. Госпођица Нан има разлога да испразни своју торбу и из ње вади дрвену кутију коју господин Томлинсон препознаје као индијску кутију. Схвативши да нико не зна праву природу таквог предмета, Томлинсон показује скупини како кутија садржи тајни одељак и покрете да се сакрије и врати мали предмет. Сви су се запрепастили када је нестали опал испадо из кутије. Госпођица Нан одмах схвата да мора да поништи грешку учињену Џерарду. Пошто је њен љубавник ослобођен, Наоми Смит је осетила олакшање и више није претила да ће се убити. Сатервејт и Квин поново су се поздравили на ивици литице.

### Харлекинова стаза
Господин Сатервејт је прихватио позив да остане у сеоској кући пара који се зове Денам. Они нису део његових уобичајених кругова пријатеља, али имају привлачност. Џон Денам има четрдесет година и спасао је своју жену Ану од руске револуције. Пар је био напољу када је он стигао тако да је господин Сатервејт проводио време шетајући вртом. Он долази до стазе која се зове "Харлекинова стаза" која се граничи са земљиштем. Није био изненађен када је срео Квина за кога је открио да такође борави код Денамових. Они ходају стазом, у месту познатој као „Стаза љубавника“, до њеног завршетка, некадашњег каменолома који је сада сметлиште. Враћајући се кући, они срећу једну младу девојку на стази, извесну Моли Стенвел, која живи у том подручју. Она је део месне забаве која ће се одржати те ноћи. Део маскенбала је извођење Комедије уметности за које долазе професионални балетан и балерина из Лондона да играју улоге Харлекина и Колумбине.
За вечером разговор се окреће совјетској држави и трагичном губитку балерине Харсанов од стране бољшевика у првим данима револуције. После вечере, Ана зове да сазна да ли су балетан и балерина већ стигли, али сазнаје да су повређени у саобраћајној несрећи. Краљевић Сергеј Оранов је возио кола, а стиже касније. Ана познаје Оранова и делује прилично срећно у његовом присуству. Сатервејт га воли због свог знања о уметности. Увече Сатервејт види двоје љубавника на стази, Моли и Џона Денама. Ана их такође види и остаје са Сатертвејтом ради подршке.
Ана игра улогу Колумбине док Квин плеше као Харлекин. Представа је успела. Сатервејт по свом плесу препознаје да је Ана изгубљена Харсанова. У мраку врте, она каже Сатертвејту да је одустала од балета јер је Џон желео жену, а она је волела Џона. Каже да ће се сада променити у особу која ју је волела толико година. Ана каже Сатертвејту после свог плеса: „Знам, пријатељу, знам. Али не постоји трећи начин. Увек се тражи једна ствар – љубавник, савршени, вечни љубавник... То је музика Харлекина. чује се. Ниједан љубавник никога не задовољава, јер су сви љубавници смртни. А Харлекин је само мит, невидљиво присуство... осим ако ----" ... "Осим ако - његово име није - Смрт! "
Оранов очекује да ће срести Ану те ноћи. Сатервејт види Ану и фигуру обучену као Харлекин на Стази љубавника. Харлекин је господин Квин, али некако са лицем као што је Денам имао десет година раније када је још увек био пустолов. Анина собарица је видела да пролази, али је видела да хода сама, што је веома збунило Сатертвејта. Он се плаши за Ану, па он и Оранов јуре доле до врха где виде Анино мртво тело. Квин се појављује и Сатертвејт пита зашто собарица није могла да види господина Квина као што је он могао. Квин одговара да Сатертвејт може да види ствари које други људи не могу, а затим тихо одлази.

## Књижевни значај и пријем
Рецензија часописа Књижевни додатак од 29. маја 1930. није коментарисала вредности књиге, ограничавајући се на сабирање односа између Квина и Сатертвејта и закључујући да се овом последњем помаже „да реши старе загонетке, понекад да врати срећу несрећницима, а понекад и да виде, ако не и спречи, предстојећу трагедију“.
Часопис Њујоршки преглед књиге текст 4. маја 1930. почео је рекавши: „Назвати приче у овој збирци детективским причама било би погрешно. Јер се све оне баве загонетком, а неке од њих злочином, оне су, ипак, више као бајке. приче“. Анонимни рецензент је описао господина Сатертвејта и господина Квина и њихов однос према причама и међусобно, а затим закључио: „Књига нуди ретку посластицу за дискриминишућег читаоца.
У часопису Дневни експрес (25. априла 1930), Харолд Николсон је рекао: „Господин Квин и господин Сатертвејт су за мене нови ликови и волео бих много више њих. Госпођа Кристи увек пише паметно и уживао сам у овим прича онолико колико је она написала."
Роберт Барнард је написао: „Чудна збирка са јаком основом чудно-натприродног, иако не увек непријатним. Постоје неке посебно страшне приче (Птица сломљеног крила, Глас у тами), али необичан број ерудитских или културних помињања носи сведочанство Кристиног сопственог мишљења о овим причама – оне су биле усмерене више „на тржиште“ него иначе.”

## Помињања и алудирања

### Помињања других дела
- Лик господина Харлија Квина је јасно заснован на Харлекину из италијанске Комедије уметности из 16. века. Раније варијанте лика биле су шаљивџија или луда, али се у 18. веку лик променио и постао романтични јунак. У причи "Долазак господина Квина", Квин говори Сатертвејту: „Морам да вашој пажњи препоручим Харлекинаду. Данас изумире – али узвраћа пажњу, уверавам вас.“ Харлекинада је била каснија британска сценска варијанта у којој Харлекин има чаробне моћи и доноси промене у сценографији додиром својих чари. Кристијева се такође позивала на лик Харлекина из дела Маска из Италије, низу песама у својој збирци Пут снова из 1925. (прештампано 1973. у Песме), и у својој првој икад објављеној причи у часопису Афера на балу победе (1923) (у варијанти ликова из Комедије уметности), а касније објављеној у америчкој збирци прича Потчињени и друге приче (1951) и британској збирци прича Поароови рани случајеви (1974).
- У збирци прича Тајанствени господин Квин читаоцу се, кроз готово подсвесна размишљања Сатервејта, даје неколико утисака о повезаности изгледа Квина и уобичајене ношње Харлекина, при чему је потоњем тамна маска и одећа састављена од разнобојних ромбоидних облика што је приказано на насловној страни првог издања књиге у Великој Британији. У причи Долазак господина Квина, Квин је први пут описан у следећем одломку:

„Урамљена на вратима стајала је мушка фигура, висока и витка. Господину Сатервејту, посматрајући, појавио се неким чудним ефектом витража изнад врата, да буде обучен у све дугине боје. Затим, када је иступио напред, показао се као мршав тамни човек обучен у аутомобилску одећу“.
Касније у истој причи, ефекат маске је описан на следећи начин:
„Господин Квин је признао упознавање и спустио се у столицу коју је Евешам гостољубиво повукао напред. Док је седео, неки ефекат светлости ватре бацио је сенку на његово лице која је остављала готово утисак маске.“
У причи Сенка на стаклу књижевни ефекат се понавља на следећи начин:
„Господин Квин је сео. Лампа са црвеним сенцима бацала је широку траку обојене светлости преко кариране шаре његовог шињела и остављала му лице у сенци скоро као да је носио маску.“
У причи Знаку на небу опис је следећи:
„[Сто] је већ био заузет високим тамним човеком који је седео са лицем у сенци и са игром боја са замрљаног прозора претварајући своју трезвену одећу у неку врсту разулареног шаренила.“
Прича Крупијеова душа завршава се реченицом: „Господин Квин се насмешио, а витраж иза њега га је на тренутак уложио у шаролику одећу обојене светлости...“
У причи Птица сломљеног крила, Мејбел Енсли каже:
„Била сам у шуми касно поподне и срела сам човека – тако чудну врсту човека – високог и тамног, као изгубљена душа. Сунце је залазило, а његова светлост кроз дрвеће учинила је да изгледа као нека врста Харлекина“.
- У причи Сенка на стаклу капетан Аленсон наводи да господин и госпођа Скот „изводе штос са грлицом “, позивајући се на тај начин на птицу као на обележје љубави. Назив куће у причи - Вила "Гринвеј" - вероватно је изведен из имена Кристиног будућег дома виле "Гринвеј" на обали реке Дарт у Девону. Иако је Кристијева кућу купила тек 1938. године, била је свесна њеног постојања од детињства.
- Ресторан "Харлекино" се појављује и у причама Знак на небу и Хеленино лице као место где Квин каже да често иде. Реч "Харлекино" на италијанском значи "Харлекин".
- У причи Хеленино лице Квин наводи да постоје разлози због којих га привлачи опера Пајаци. Ова опера приказује скупину извођача Комедије уметности у којој је Харлекин један од главних ликова. Опера се такође помиње у причи Лабудова песма, последњој причи у збирци прича Загонетка Листердејл из 1934. године.
- У причи Птица сломљеног крила, једна од песама које Мејбел Енсли свира и пева је Лабуд Едварда Грига (En Svane из оп. 25 [бр. 2] Шест песама Хенрика Ибзена).
- У причи Харлекинова стаза, стихови "старе ирске баладе" коју Моли Стенвел пева заправо су из Кристине песме Тамна Шила која је први пут штампана у издању Песме за часопис Данас за мај/јун 1919. године, а касније поново штампана у њеним збиркама Пут снова ( 1925) и Песме (1973). У истој причи Сатервејт говори Квину: "Донеси ми две најлепше ствари у граду, рекао је Бог. Знаш како то иде, а?" Он се позива на дело Срећни краљевић Оскара Вајлда у коме Бог даје ову наредбу анђелу.[9]

### Пмоињање земљописних, повесних и тадашњих догађаја
У причи Мртви Харлекин, лик Аспасије Глен је рани Кристин покушај да прикаже хваљену америчку монологијкињу Рут Дрејпер (1884–1956). Поново је искористила и проширила ту замисао у свом роману Лорд Еџвер умире 1933. са ликом Карлоте Адамс.
Прича Човек из мора написана је у Пуерто де ла Крузу на острву Тенерифе на Канарским острвима. Вила Ла Паз још увек постоји и једна је од зграда у граду на списку баштине. На несрећу, „чемпреси који ходају” су одвојени од врте новим путем, али и даље има задивљујућих погледа на море и литицу.

### Помињање у другим делима
Кристијева је поново користила заплет дима из воза из приче Знак на небу као покриће у ромену Ко талас ухвати (1948).

## Прилагођавања

### Филм
Долазак господина Квина, прва кратка прича у Антологији, била је екранизована као истоимени филм 1928. године у режији Џулијуса Хејгена и Леслија С. Хискота и његовог сценарија. У глумачкој екипи били су:
- Стјуарт Ром ... Др. Алек Портал
- Трилби Кларк ... гђа Еленор Еплби
- Урсула Џинс ... Вера, слушкиња
- Клифорд Хедерли ... Професор Еплби
- Мери Броу ... Кувар
- Вивијан Барон ... Дерек Чапел
- Кејт Гарни ... Газдарица

### Позориште
Кристина прича Мртви Харлекин преточена је у представу Неко је на прозору 1934. године, али никада није играна.

### Радио
Серијал скраћених читања три приче („Долазак господина Куина“, „Крупијеова душа“ и „Код "Билса и Мотлија"“) емитована је од 15. до 17. септембра 2009. на ББЦ Радио 4 као део програма Поподневних читања у извођењу Мартина Џарвиса. Други серијал скраћених читања (приче „Крај света“, „Хеленино лице“ и „Знак на небу“) емитована је од 15. до 17. септембра 2010. на ББЦ Радију 4 и поново ју је изводио Мартин Џарвис. Трећи серијал (приче „Мртви Харлекин“, „Човек из мора“ и „Харлекинова стаза“ ) емитована је од 6. до 8. септембра 2011. на ББЦ Радију 4 и поново ју је изводио Мартин Џарвис. Читања су од тада поново емитована на ББЦ Радио 4 Екстра.